# Cestrum talamancaense
Cestrum talamancaense är en potatisväxtart som beskrevs av A.K.Monro. Cestrum talamancaense ingår i släktet Cestrum och familjen potatisväxter. Inga underarter finns listade i Catalogue of Life.